# Filippo Lante Montefeltro della Rovere, IV duca di Bomarzo
Filippo Lante Montefeltro della Rovere, IV duca di Bomarzo (Roma, 12 aprile 1709 – Roma, 27 marzo 1771), è stato un nobile italiano.

## Biografia
Nato a Roma il 12 aprile 1709, Filippo era figlio di Ludovico Lante Montefeltro della Rovere, III duca di Bomarzo e di sua moglie, la nobildonna romana Angela Vaini.
Alla morte di suo padre nel 1727, a soli 18 anni, ereditò i titoli ed il cospicuo patrimonio della sua casata, succedendo come IV duca di Bomarzo e IV principe di Rocca Sinibalda e Antuni, in Calabria. La madre gli aprì la strada per l'aggregazione della sua famiglia alla nobiltà di Foligno e nel 1739 egli procedette alla vendita dei feudi di Belmonte, Rocca Sinibalda ed Antuni, dopo aver già acquistato nel 1734 il feudo di Santa Croce, e traslando il titolo principesco nel 1750 sul feudo di Cantalupo da poco acquistato da suo cugino della casata dei Vaini.
La sua famiglia non venne compresa nella bolla Urbem Romam del 1746 di Benedetto XIV.
Morì a Roma il 27 marzo 1771.

## Matrimonio e figli
Filippo si sposò due volte: la prima, a Roma, il 6 luglio 1732 fu con Maria Virginia Altieri (1705 - di parto 1742), già moglie di Alessandro Ruspoli, II principe di Cerveteri nonché figlia del principe Emilio Altieri, II principe di Oriolo e della principessa Costanza Chigi della Rovere. La coppia ebbe i seguenti figli:
- Maria Cristina (3 ottobre 1733 - 18 dicembre 1809), sposò nel 1750 Averardo Salviati, II duca di San Giuliano
- Lucrezia (c. 1735 - ?), monaca orsolina in Roma dal 1752, con il nome di Maria Angelica[1]
- Antonio (1737 - 1817), cardinale
- Emilio (1740 - febbraio 1765), prefetto della Cancelleria apostolica, Abate commendatario di Grandselve[2]
- Luigi (1741 - 1795), V duca di Bomarzo, sposò in prime nozze nel 1764 Enrichetta Caetani ed in seconde nozze nel 1781 Marianna de Torres dell'Aquila
- Virginio (1742 - ?), cavaliere dell'Ordine di Malta dal 1755

Dopo la morte della prima moglie, si risposò a Roma il 31 maggio 1760 con la nobildonna Faustina Capranica (1734-1809), figlia del marchese Cesare Capranica e di sua moglie, Flavia Masini. La coppia ebbe i seguenti figli:
- Vincenzo (1760 - 1811), VI duca di Bomarzo, sposò in prime nozze nel 1787 Elisabetta Sassi della Tosa ed in seconde nozze nel 1798 Margherita Marescotti
- Alessandro (1762 - 1818), Tesoriere Generale della Camera Apostolica, cardinale, Legato Apostolico a Bologna
- Guido Agostino (c. 1765 - p. del 1795), avvocato generale del fisco
- Pietro (10 ottobre 1767 - 1832), sposò in prime nozze Maria Caro y Sureda e in seconde nozze nel 1820 la nipote Angela Lante della Rovere, da cui ebbe Antonio Lante Montefeltro della Rovere, III duca Lante della Rovere
- Marianna (1772 - 14 marzo 1808), sposò nel 1787 il conte Antonio Coppola (1749 - 1827), capitano del regio esercito spagnolo

## Albero genealogico
|                                                              |                                    |                                               | Genitori                                         |  |  | Nonni |  |  | Bisnonni                                                   |  |  | Trisnonni                                               |  |
|                                                              |                                    |                                               |                                                  |  |  |       |  |  | Ippolito Lante Montefeltro della Rovere, I duca di Bomarzo |  |  | Marcantonio Lante, marchese di San Lorenzo e Monteleone |  |
|                                                              |                                    |                                               |                                                  |  |  |       |  |  | Ippolito Lante Montefeltro della Rovere, I duca di Bomarzo |  |  | Marcantonio Lante, marchese di San Lorenzo e Monteleone |  |
|                                                              |                                    | Lucrezia della Rovere                         |                                                  |  |  |       |  |  | Ippolito Lante Montefeltro della Rovere, I duca di Bomarzo |  |  |                                                         |  |
| Antonio Lante Montefeltro della Rovere, II duca di Bomarzo   |                                    |                                               |                                                  |  |  |       |  |  | Ippolito Lante Montefeltro della Rovere, I duca di Bomarzo |  |  |                                                         |  |
|                                                              |                                    | Maria Cristina d'Altemps                      | Giovanni Pietro d'Altemps, III duca di Gallese   |  |  |       |  |  |                                                            |  |  |                                                         |  |
|                                                              |                                    | Maria Cristina d'Altemps                      | Giovanni Pietro d'Altemps, III duca di Gallese   |  |  |       |  |  |                                                            |  |  |                                                         |  |
|                                                              |                                    | Maria Cristina d'Altemps                      | Angelica de' Medici                              |  |  |       |  |  |                                                            |  |  |                                                         |  |
| Ludovico Lante Montefeltro della Rovere, III duca di Bomarzo |                                    | Maria Cristina d'Altemps                      |                                                  |  |  |       |  |  |                                                            |  |  |                                                         |  |
|                                                              |                                    | Louis II de La Trémoille, duca di Noirmoutier | Louis I de La Trémoille, marchese di Noirmoutier |  |  |       |  |  |                                                            |  |  |                                                         |  |
|                                                              |                                    | Louis II de La Trémoille, duca di Noirmoutier | Louis I de La Trémoille, marchese di Noirmoutier |  |  |       |  |  |                                                            |  |  |                                                         |  |
|                                                              |                                    | Louis II de La Trémoille, duca di Noirmoutier | Lucrèce-Marie Bouhier de Beaumarchais            |  |  |       |  |  |                                                            |  |  |                                                         |  |
| Louise Angelique Charlotte de La Trémoille                   |                                    | Louis II de La Trémoille, duca di Noirmoutier |                                                  |  |  |       |  |  |                                                            |  |  |                                                         |  |
|                                                              |                                    | Renée Julie Aubéry de Tilleport               | Jean Aubéry de Tilleport                         |  |  |       |  |  |                                                            |  |  |                                                         |  |
|                                                              |                                    | Renée Julie Aubéry de Tilleport               | Jean Aubéry de Tilleport                         |  |  |       |  |  |                                                            |  |  |                                                         |  |
|                                                              |                                    | Renée Julie Aubéry de Tilleport               | Françoise Le Breton                              |  |  |       |  |  |                                                            |  |  |                                                         |  |
| Filippo Lante Montefeltro della Rovere, IV duca di Bomarzo   |                                    | Renée Julie Aubéry de Tilleport               |                                                  |  |  |       |  |  |                                                            |  |  |                                                         |  |
|                                                              | Domenico Vaini, marchese di Vacone | Guido Vaini                                   |                                                  |  |  |       |  |  |                                                            |  |  |                                                         |  |
|                                                              | Domenico Vaini, marchese di Vacone | Guido Vaini                                   |                                                  |  |  |       |  |  |                                                            |  |  |                                                         |  |
|                                                              | Domenico Vaini, marchese di Vacone | Maria Magalotti                               |                                                  |  |  |       |  |  |                                                            |  |  |                                                         |  |
| Guido Vaini, I principe di Cantalupo                         | Domenico Vaini, marchese di Vacone |                                               |                                                  |  |  |       |  |  |                                                            |  |  |                                                         |  |
|                                                              |                                    | Margherita Mignanelli                         | Alessandro Mignanelli                            |  |  |       |  |  |                                                            |  |  |                                                         |  |
|                                                              |                                    | Margherita Mignanelli                         | Alessandro Mignanelli                            |  |  |       |  |  |                                                            |  |  |                                                         |  |
|                                                              |                                    | Margherita Mignanelli                         | Angela Gabrielli                                 |  |  |       |  |  |                                                            |  |  |                                                         |  |
| Angela Vaini                                                 |                                    | Margherita Mignanelli                         |                                                  |  |  |       |  |  |                                                            |  |  |                                                         |  |
|                                                              |                                    | Tiberio Ceuli                                 | Lelio Ceuli                                      |  |  |       |  |  |                                                            |  |  |                                                         |  |
|                                                              |                                    | Tiberio Ceuli                                 | Lelio Ceuli                                      |  |  |       |  |  |                                                            |  |  |                                                         |  |
|                                                              |                                    | Tiberio Ceuli                                 | Giulia Mattei                                    |  |  |       |  |  |                                                            |  |  |                                                         |  |
| Maria Anna Ceuli                                             |                                    | Tiberio Ceuli                                 |                                                  |  |  |       |  |  |                                                            |  |  |                                                         |  |
|                                                              |                                    | Violante Crescenzi                            | …                                                |  |  |       |  |  |                                                            |  |  |                                                         |  |
|                                                              |                                    | Violante Crescenzi                            | …                                                |  |  |       |  |  |                                                            |  |  |                                                         |  |
|                                                              |                                    | Violante Crescenzi                            | …                                                |  |  |       |  |  |                                                            |  |  |                                                         |  |
|                                                              |                                    | Violante Crescenzi                            |                                                  |  |  |       |  |  |                                                            |  |  |                                                         |  |